# Lauftreff
Ein Lauftreff ist ein lockerer Zusammenschluss von Freizeitläufern. Es wird meist Langstreckenlauf ausgeübt.
„Ein ganz einfaches Konzept: Ohne Anmeldung, ohne Vereinsmitgliedschaft und kostenlos kann man jederzeit bei den ein- bis zweimal wöchentlichen Lauf-Treffs mitmachen. Neulinge und Anfänger werden von Lauf-Treff-Leitern besonders eingewiesen. Die unterschiedlichen Laufgruppen absolvieren dann, je nach Leistungsniveau der Teilnehmer ein unterschiedliches Programm. Einzige Pflicht: Jeder, auch der Anfänger ist eine Stunde unterwegs – ob in einer langsamen oder schnellen Gruppe, mit oder ohne Gehpausen.“

## Historische Entwicklung
Die Lauftreffs entwickelten sich aus der allgemeinen Lauf- und Joggingbewegung der 1960er Jahre sowie aus der Trimm-dich-Bewegung (1970 bis 1974).
1974 wurden die ersten Lauftreffs gegründet, unter anderem in Dortmund, Solingen und Darmstadt.

## Charakter eines Lauftreffs
Die Teilnehmer eines Lauftreffs betreiben Langstreckenlaufen nur selten als Leistungssport. Sie sind überwiegend Breitensportler, die zum körperlichen und geistigen Ausgleich laufen. Die Treffen finden häufig wöchentlich statt. Sie dienen nicht nur dem Training, sondern auch der Geselligkeit und dem Erfahrungsaustausch, daher laufen die Teilnehmer miteinander in einer oder mehreren Gruppen. Wettkampfambitionen („Überholen“) während eines Lauftreffs sind in der Regel verpönt.
Trotz des Freizeitcharakters nehmen die Teilnehmer vieler Lauftreffs an Laufwettbewerben teil. Sie haben jedoch meist weder die Leistungsfähigkeit, noch die Ambitionen, Spitzenplatzierungen zu erreichen. Oft melden sie sich als Mannschaft zu einem Lauf an und reisen gemeinsam zum Wettkampf. Ihre Zusammengehörigkeit drücken einige Lauftreffs durch einheitliche Trikots aus.

## Organisationsstruktur
Lauftreffs können Sportvereinen angegliedert sein. Es besteht jedoch, von Umkleideräumen abgesehen, kein Bedarf an irgendwelchen Sportanlagen. Daher ist die Verbindung zu einem Verein nicht notwendig.